# سارة كالدويل
سارة كالدويل (بالإنجليزية: Sarah Caldwell)‏ هي موزعة وموسيقية ورائدة أمريكية، ولدت في 6 مارس 1924 في ماريفيل في الولايات المتحدة، وتوفيت في 23 مارس 2006 في بورتلاند في الولايات المتحدة.

## وصلات خارجية
- سارة كالدويل على موقع IMDb (الإنجليزية)
- سارة كالدويل على موقع الموسوعة البريطانية (الإنجليزية)
- سارة كالدويل على موقع مونزينجر (الألمانية)
- سارة كالدويل على موقع ميوزك برينز (الإنجليزية)
- سارة كالدويل على موقع قاعدة بيانات برودواي على الإنترنت (الإنجليزية)
- سارة كالدويل على موقع إن إن دي بي (الإنجليزية)
- سارة كالدويل على موقع أول ميوزيك (الإنجليزية)
- سارة كالدويل على موقع ديسكوغز (الإنجليزية)
- سارة كالدويل على موقع قاعدة بيانات الفيلم (الإنجليزية)